# Musicland Studios

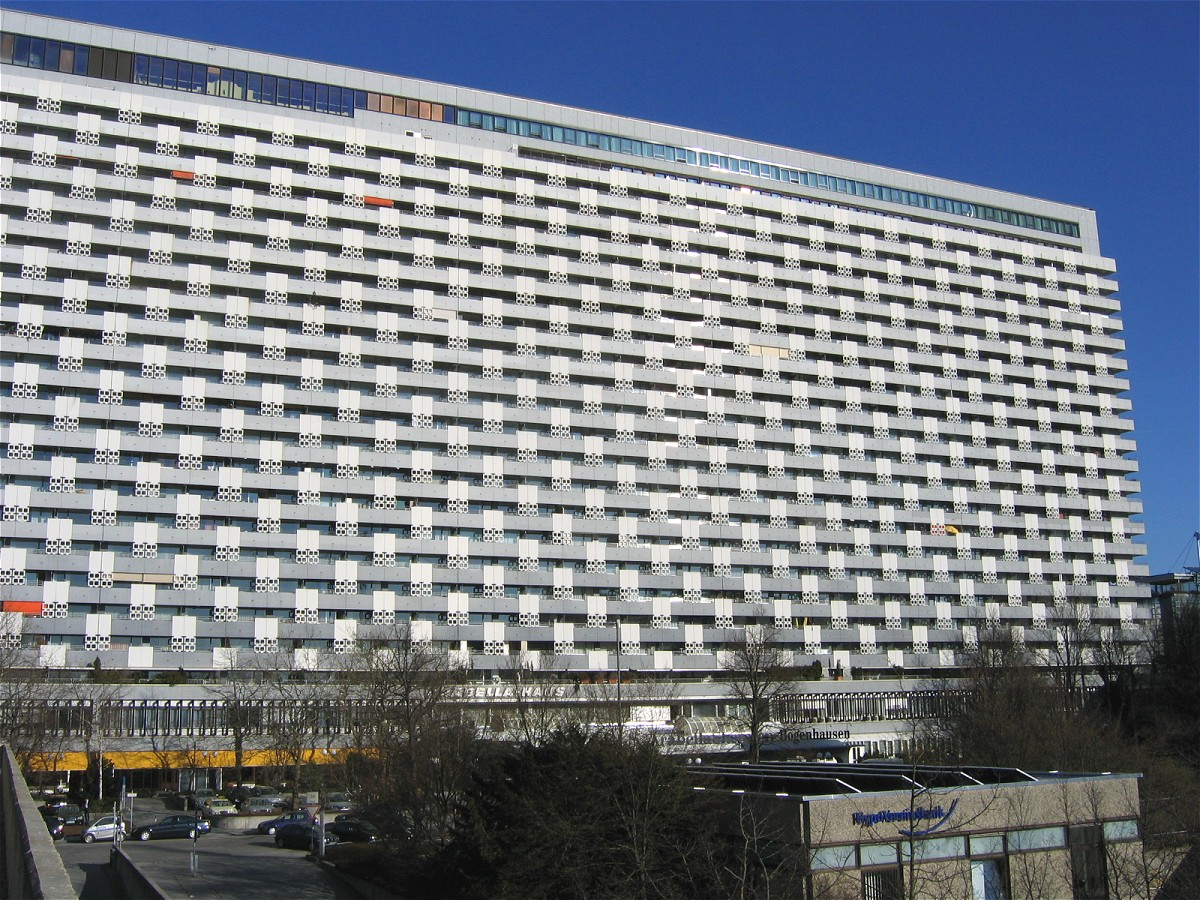
Здание Arabella Hochhaus, в подвале которого располагалась студия

Musicland Studios — студия звукозаписи, основанная итальянским продюсером Джорджио Мородером в начале 1970-х годов. Студийное помещение располагалось в Мюнхене, в подвале высотного здания Arabella Hochhaus.
Musicland Studios активно использовалась на протяжении 1970-х и 1980-х годов многими именитыми артистами, включая Led Zeppelin, Queen, The Rolling Stones, Electric Light Orchestra, The Three Degrees, Iron Maiden, T. Rex, Донну Саммер, Deep Purple, Rainbow, Аманду Лир, Фредди Меркьюри, Sweet и Элтона Джона. Большинство из них записывались под руководством штатного звукорежиссёра и продюсера Райнхольда Мака. Среди прочего, в студии была записана знаменитая  диско-композиция «I Feel Love», Донны Саммер, Джорджио Мородера и Пита Беллотта, которая широко известна как одно из самых влиятельных произведений в истории поп-музыки, положившее начало жанра электронной танцевальной музыки и его производных направлений — хауса и техно.
Студия была закрыта в начале 1990-х, так как близлежащее метро линии U4 начало влиять на качество записи.

## Известные альбомы, записанные на студии
- Abacus: Just a Day’s Journey Away (1972), Everything You Need (1972), Midway (1974)
- Amanda Lear: Never Trust a Pretty Face (1978)
- Amos Key: First Key (1973)
- BAP[англ.]: Ahl Männer, aalglatt (1986)
- Deep Purple: Stormbringer (1974), Come Taste the Band (1975)
- Donna Summer: Lady of the Night (1974), Love to Love You Baby (1975), A Love Trilogy (1976), I Remember Yesterday (1977)
- Electric Light Orchestra (ELO): Face the Music (1975), A New World Record (1976), Out of the Blue (1977), Discovery (1979), Time (1981)
- Elton John: Victim of Love (1979)
- Falco: Junge Roemer (1984)
- Freddie Mercury: Mr. Bad Guy (1985)
- Extrabreit[англ.]: Rückkehr der phantastischen Fünf (1982)
- Ian Gillan Band: Child in Time (Декабрь 1975 года — январь 1976 года)
- Iggy Pop: The Idiot (1977)
- Iron Maiden: Seventh Son of a Seventh Son (1988)
- Led Zeppelin: Presence (Ноябрь 1975)
- Limahl: Colour All My Days (1986), The Never Ending Story (1984)
- Meat Loaf: Blind Before I Stop[англ.] (1986)
- Michael Schenker Group: Assault Attack (1982)
- Paice Ashton Lord: Malice in Wonderland (September 1976)
- Queen: The Game (1980), Hot Space (1982), The Works (1984), A Kind of Magic (1986)[4]
- Rainbow: Ritchie Blackmore's Rainbow (1975), Rising (Февраль 1976), Long Live Rock 'n' Roll (1978)
- Roger Glover: Elements (1978)
- Roger Taylor: Strange Frontier (1984)
- The Rolling Stones: It's Only Rock 'n' Roll (1974), Black and Blue (1976)
- Rory Gallagher: Calling Card[англ.] (1976)[5]
- Sahara[исп.] (ehemals: Subject Esq.): Sahara Sunrise (1974)
- Scorpions: Fly to the Rainbow (1974)
- Spandau Ballet: Parade (1984)
- Sparks: Whomp That Sucker (1981)
- The Sweet: Give Us a Wink! (1976)
- T. Rex: Zinc Alloy and the Hidden Riders of Tomorrow — A Creamed Cage in August (1974)
- Uriah Heep: Wonderworld (1974)
- Whitesnake: Slide It In (1984)
- Udo Jürgens: Silberstreifen (1984)